# Deh-e Dāvūd
Deh-e Dāvūd (persiska: ده داود, دِه داوُد, دِه داود) är en ort i Iran.   Den ligger i provinsen Markazi, i den centrala delen av landet, 290 km sydväst om huvudstaden Teheran. Deh-e Dāvūd ligger 2 215 meter över havet och antalet invånare är 283.
Terrängen runt Deh-e Dāvūd är huvudsakligen kuperad, men västerut är den platt.Runt Deh-e Dāvūd är det ganska tätbefolkat, med 58 invånare per kvadratkilometer. Närmaste större samhälle är Hendūdūr, 6,9 km söder om Deh-e Dāvūd. Trakten runt Deh-e Dāvūd består i huvudsak av gräsmarker.